# Balta Nera - Dunăre
Balta Nera - Dunăre este o arie protejată de interes național ce corespunde categoriei a IV-a IUCN (rezervație naturală de tip mixt) situată în județul Caraș-Severin, pe teritoriul administrativ al comunei Socol.

## Localizare
Aria naturală cu o suprafață de 10 hectare se află în extremitatea vestică a județului Caraș-Severin la poalele Munților Locvei (grupă muntoasă din Munții Banatului ce aparțin Carpaților Occidentali), la gura de vărsare a Nerei în Dunăre, în Clisura Dunării (regiune geografică aflată pe malul nordic al Dunării. 

## Descriere
Rezervația naturală inclusă în Parcul Natural Porțile de Fier a fost declarată arie protejată prin Legea Nr.5 din 6 martie 2000 (privind aprobarea Planului de amenajare a teritoriului național - Secțiunea a III-a - zone protejate) și reprezintă zona de confluență  a râului Nera cu Dunărea (luciu de apă, bălți, mlaștini, turbării, cu tufărișuri, păpurișuri și stufărișuri) cu floră și faună specifice zonelor umede.

## Biodiversitate

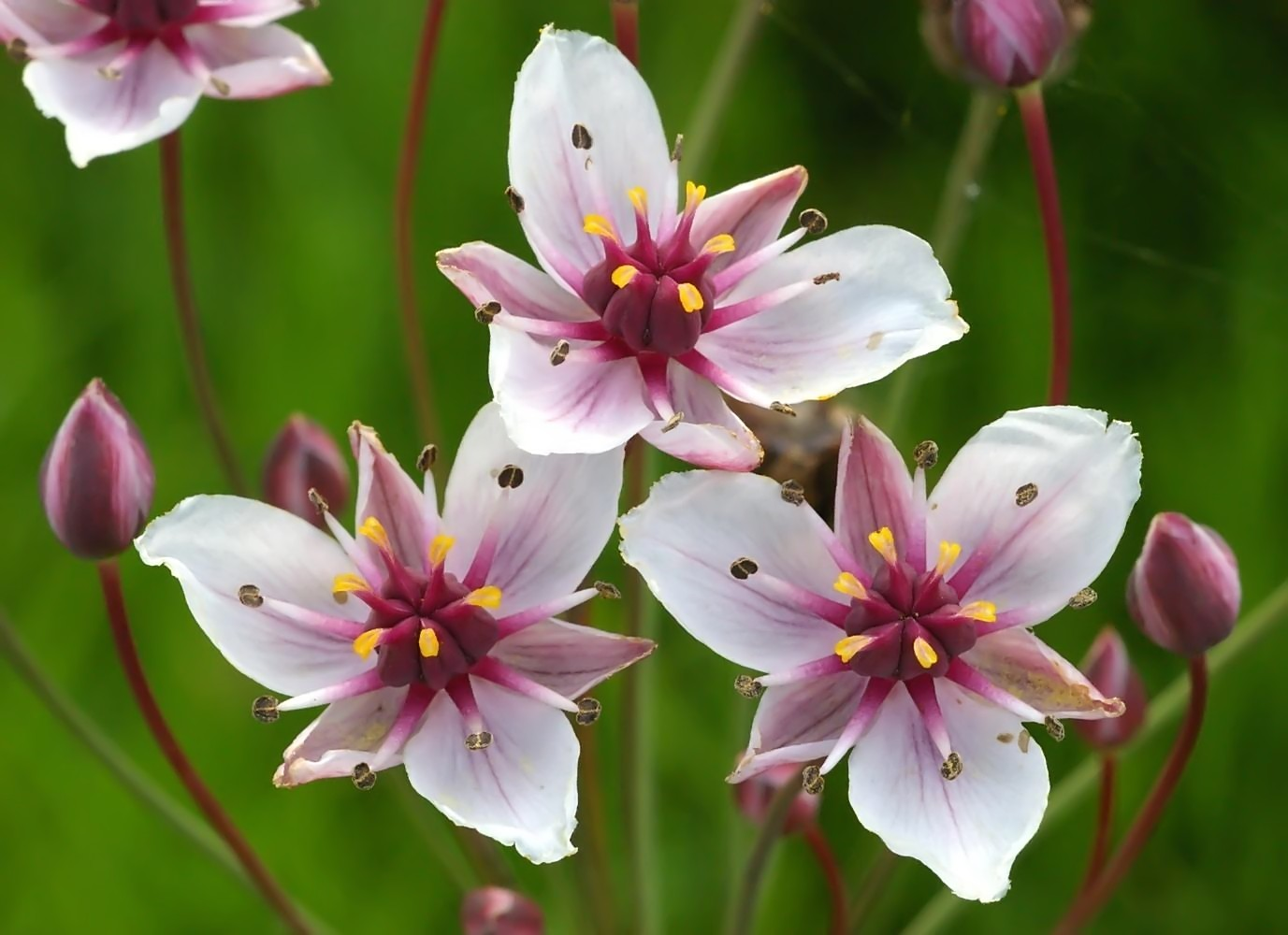
Crin de baltă (Butomus umbellatus)

Rezervația dispune de mai multe tipuri de habitate, astfel: ape stătătoare oligotrofe, lacuri eutrofe cu un conținut important de substanțe minerale dizolvate în apă, suprafețe acoperite cu papură și stuf și ape cu vegetație abundentă dezvoltată pe fundul lacurilor. 
Aria naturală asigură condiții de hrană și viețuire pentru mai multe specii de păsări (migratoare, de pasaj sau sedentare), mamifere, amfibieni, reptile și pești.

### Floră
Flora rezervației naturale este constituită în cea mai mare parte din  vegetație hidrofilă și higrofile cu specii arboricole de plop alb (Populus alba), răchită albă (Salix alba), răchită roșie (Salix purpurea). Ierburile sunt reprezentate de specii de peștișoară (Salvinia natans), trifoi cu patru foi (Marsilea quadrifolia), stânjenel galben de baltă (Iris pseudacorus), crin de baltă (Butomus umbellatus), precum și stuf, papură sau rogozuri.     

### Faună

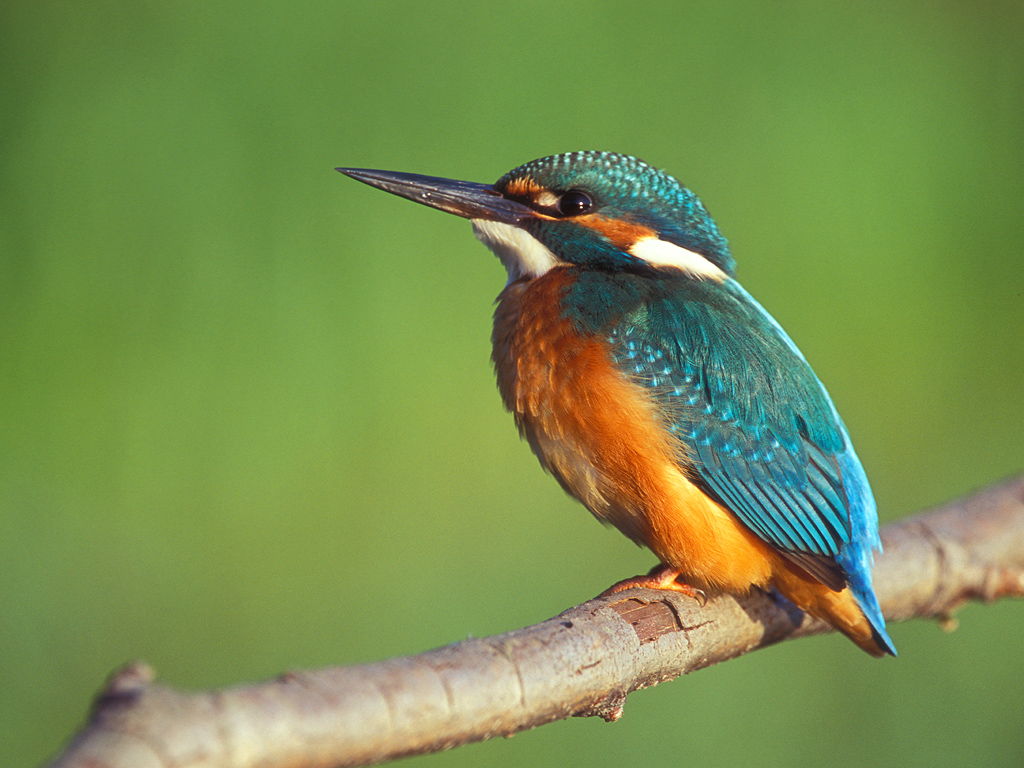
Pescăruș albastru (Alcedo atthis)

Păsări: erete de stuf (Circus aeruginosus), egretă mică (Egretta garzetta), cormoran mic (Phalocrocorax pygmeus), stârc pitic (Ixobrychus minutus), buhai de baltă (Botaurus stellaris), egretă mare (Egretta alba), striga (Tyto alba, specie care vânează rozătoare) sau pescăruș albastru (Alcedo atthis); 
Mamifere: lup cenușiu (Canis lupus), mistreț (Sus scrofa), vulpe roșcată (Vulpes vulpes crucigera), vidră de râu (Lutra lutra), popândău (Spermophilus citellus);  
Amfibieni și reptile: broască râioasă verde (Bufo viridis), brotac verde de copac (Hyla arborea), broască râioasă (Bufo bufo), buhai de baltă cu burtă roșie (Bombina bombina), broască țestoasă de baltă (Emys  orbicularis), șarpele lui Esculap (Elaphe longissima), șarpe de apă (Natrix tessellata); 
Pești: țiparul electric (Misgurnus fossilis), avat (Aspius aspius), țigănuș (Umbra krameri, specie de pește răpitor), petroc (Gobio kessleri), fâsă mare (Cobitis elongata).

## Căi de acces
- Drumul național (DN57) (pe o distanță de 36 km.[9]) în direcția:  Moldova Nouă - Pojejena. De aici se intră în drumul județean (DJ57A), urmând sensul de mers: Pojejena - Baziaș - Socol .